# The Vicious White Kids featuring Sid Vicious
The Vicious White Kids featuring Sid Vicious es un álbum en vivo de la banda británica, Vicious White Kids. Fue Relanzado en 1991. El Concierto ocurrió en el London's Electric Ballroom en 15 de agosto de 1978. Era de Ser El Último Concierto de Sid en el Reino Unido y fue dado derecho 'Sid Sods Off' pues el debía volar a Nueva York. El que está en la banda incluía a Glen Matlock en el bajo, Rat Scabies en la batería y Steve New en la guitarra. 

## Lista de canciones
1. C'mon Everybody
2. Steppin' Stone
3. Don't Gimme Me No Lip
4. I Wanna Be Your Dog
5. Belsen Was a Gas
6. Chatterbox
7. Tight Pants (Shake Appeal)
8. Something Else
9. My Way
10. Entrevista con Glen Matlock y Rat Scabies

- Datos: Q12220946